# ハイアン・グレイシー
ハイアン・グレイシー（Ryan Gracie、1974年8月14日 - 2007年12月15日）は、ブラジルの男性柔術家、総合格闘家。リオデジャネイロ州リオデジャネイロ出身。ハイアン・グレイシー柔術アカデミー所属。グレイシー柔術四段。
ブラジリアン柔術創始者カーロス・グレイシーの次男カーロス・ホブソン・グレイシーの四男。兄弟には、同じく総合格闘家の次男ヘンゾ・グレイシーや三男ハウフ・グレイシーがいる。

## 来歴
5歳からブラジリアン柔術を始めるが、10代の頃は柔術よりも喧嘩に明け暮れていた。
2000年8月28日、総合格闘技デビュー戦となったPRIDE.10で石澤常光と対戦し、スタンドパンチ連打でTKO勝ち。
2000年12月23日、PRIDE.12で桜庭和志と対戦し、0-3で判定負けを喫した。ハイアンは試合直前の21日に練習で右上腕二頭筋腱を損傷し、10分1Rという特別ルールで試合が行われた。
2001年7月29日、PRIDE.15で石澤と再戦し、石澤の膝蹴りで脇腹を負傷しKO負け。ハイアンはパスポートの紛失からやる気をなくして来日を勝手に辞めてしまい、兄・ヘンゾの説得で試合前日に到着していた。
2002年9月29日、PRIDE.22で大山峻護と対戦し、腕ひしぎ十字固めで右腕肘関節を脱臼骨折させ一本勝ちした。試合後にハイアンは、うずくまる大山に対し罵声を浴びせ、さらに大山のセコンドについていた吉田秀彦を挑発した。
2004年12月31日、PRIDE 男祭り 2004で安生洋二と対戦。グラウンド状態のポジションを巡りレフェリーの指示に激昂、セコンドのヘンゾに「落ち着け!」と何度もなだめられた。試合は続行され、腕ひしぎ十字固めでハイアンの一本勝ちとなった。
2005年10月27日、ブラジルの兄弟の家で自らの足を誤って銃で撃ち、重傷を負った。
2007年12月15日午前1時30分頃、ハイアンは盗んだ車で事故を起こし逮捕される。薬物検査を受けた後にサンパウロ西部にある91分署の拘置所へ収監されるも、午前7時、拘置所内で死亡しているのが発見された。拘置所でのハイアンは、妻に依頼された精神科医によって死の直前まで手当を受けていた。この時、医師は薬の過剰処方によりハイアンを死に至らせたとしてのちに告発され、医療過失で有罪判決が下されている。

## 人物・逸話
- カーウソン・グレイシーの門下生であったヴァリッジ・イズマイウとは犬猿の仲。ナイトクラブで大喧嘩しフロントチョークで絞め落されたことがある。
- ハイアン曰く「我々一族はマフィアと同じ。ファミリーの人間が負ければ必ず借りは倍以上にして返す」とのこと。Dynamite!で吉田秀彦と対戦したホイス・グレイシーが、不本意なレフェリーストップ負けとなった際、先陣を切り吉田討伐に名乗りを挙げた。

## 戦績
| 総合格闘技 戦績 | 総合格闘技 戦績 | 総合格闘技 戦績 | 総合格闘技 戦績 | 総合格闘技 戦績 | 総合格闘技 戦績 | 総合格闘技 戦績 |
| --------------- | --------------- | --------------- | --------------- | --------------- | --------------- | --------------- |
| 7 試合          | (T)KO           | 一本            | 判定            | その他          | 引き分け        | 無効試合        |
| 5 勝            | 2               | 2               | 1               | 0               | 0               | 0               |
| 2 敗            | 1               | 0               | 1               | 0               | 0               | 0               |

| 勝敗 | 対戦相手   | 試合結果                            | 大会名                     | 開催年月日     |
| ○    | 安生洋二   | 1R 8:33 腕ひしぎ十字固め            | PRIDE 男祭り 2004 -SADAME- | 2004年12月31日 |
| ○    | 美濃輪育久 | 2R（10分/5分）終了 判定2-1          | PRIDE 武士道 -其の参-      | 2004年5月23日  |
| ○    | 浜中和宏   | 1R 7:37 TKO（サッカーボールキック） | PRIDE 武士道               | 2003年10月5日  |
| ○    | 大山峻護   | 1R 1:37 腕ひしぎ十字固め            | PRIDE.22                   | 2002年9月29日  |
| ×    | 石澤常光   | 1R 4:51 KO（脇腹の負傷）            | PRIDE.15                   | 2001年7月29日  |
| ×    | 桜庭和志   | 10分1R終了 判定0-3                  | PRIDE.12                   | 2000年12月23日 |
| ○    | 石澤常光   | 1R 2:16 TKO（スタンドパンチ連打）   | PRIDE.10                   | 2000年8月27日  |

## 獲得タイトル
- ブラジル柔術選手権（ブラジレイロ）黒帯メイオペサード（-85kg）級 優勝（1997年）